# John Esten Cooke
John Esten Cooke, född 3 november 1830, död 27 september 1886, var en amerikansk författare.
Cooke blev mycket populär genom en rad berättelser med motiv ur livet i Virginia under kolonialtiden; The Virginia comedians (1854), The Virginia bohemians (1880), samt det historiska arbetet Virginia, the history of the people.